# MIDNIGHT SUN
《MIDNIGHT SUN》是日本男子組合JO1的第6張單曲，於2022年10月12日由LAPONE娛樂發行。單曲的概念是「（ 日语： 夢と現実の間。このおかしな世界で、僕らはなんだってできる。）」。

## 概要
單曲分為附有DVD的初回限定盤A和初回限定盤B、以及只有CD的通常盤。主打曲《SuperCali》和《Phobia》收錄於所有版本。《16(Sixteen)》收錄於初回限定盤A及通常盤；《Rose》收錄於初回限定盤B及通常盤。首批生產的初回限定盤A、初回限定盤B及通常盤均附有活動應募券及各版本不同的交換卡。

## 歌曲及MV
在2022年9月22日舉行的巡迴演唱會「1ST ARENA LIVE TOUR ‘KIZUNA’」網上直播場上，JO1初次表演主打曲《SuperCali》，並在同日凌晨在YouTube公開performance video。